# Night in New Orleans
Night in New Orleans è un film del 1942 diretto da William Clemens.
È un film poliziesco statunitense a sfondo drammatico e giallo con Preston Foster, Patricia Morison e Albert Dekker. È basato sul romanzo del 1940  Sing a Song of Homicide di James R. Langham.

## Produzione
Il film, diretto da William Clemens su una sceneggiatura di Jonathan Latimer e un soggetto di James R. Langham (autore del romanzo), fu prodotto da Sol C. Siegel per la Paramount Pictures e girato nei Paramount Studios a Hollywood, Los Angeles, California, da fine agosto a fine settembre 1941. I titoli di lavorazione furono  Mardi Gras Murder,  The Morning After e  Sing a Song of Homicide.

### Colonna sonora
- Small Fry - musica di Hoagy Carmichael, parole di Frank Loesser

## Distribuzione
Il film fu distribuito negli Stati Uniti dal 1º luglio 1942 al cinema dalla Paramount Pictures.
Altre distribuzioni:
- in Svezia il 16 ottobre 1943 (Natt i New Orleans)
- in Portogallo il 3 gennaio 1944 (A Canção do Mistério)
- in Grecia (Afto synevi sti Nea Orleani)
- in Brasile (No Quarto Escuro)